# Baikivți, raionul Ternopil, regiunea Ternopil
Baikivți (în ucraineană Байківці) este o comună în raionul Ternopil, regiunea Ternopil, Ucraina, formată numai din satul de reședință.

## Demografie
Componența lingvistică a comunei Baikivți
     Ucraineană (99,69%)
     Alte limbi (0,31%)
Conform recensământului din 2001, majoritatea populației comunei Baikivți era vorbitoare de ucraineană (99,69%), existând în minoritate și vorbitori de alte limbi.